# Wisselkoers

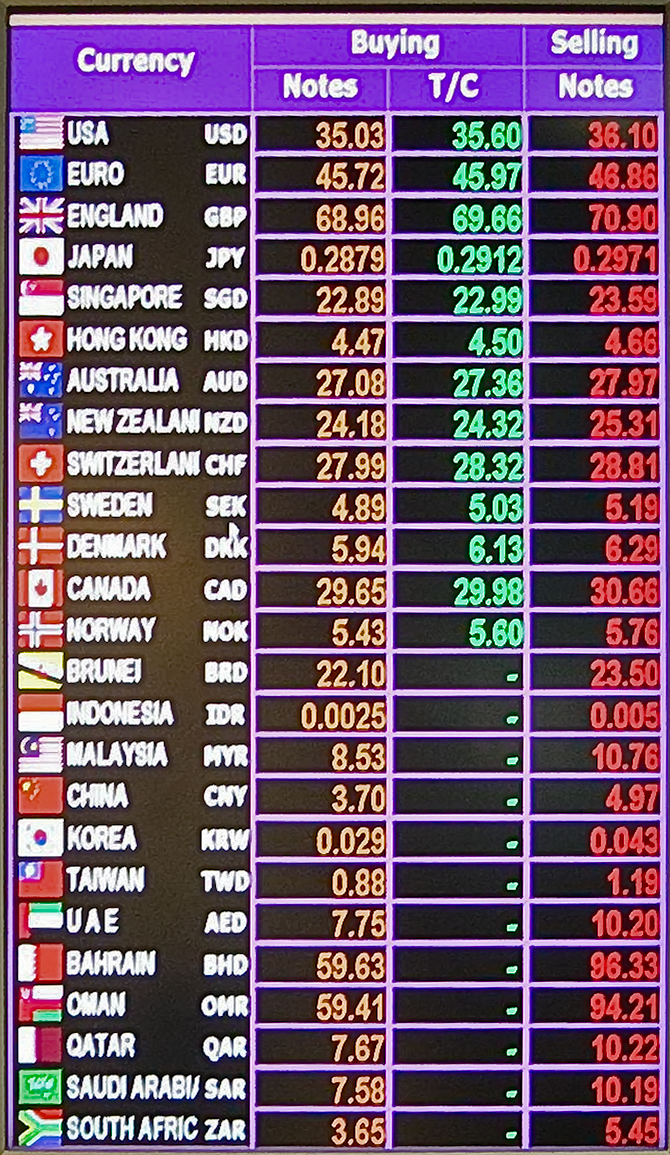
Scherm met wisselkoersen

De wisselkoers is de prijs van een munt uitgedrukt in een andere munt. Een wisselkoers van bijvoorbeeld 1,17 Amerikaanse dollar voor 1 euro betekent dat 1,17 dollar evenveel waard is als één euro en dat één dollar een waarde heeft van 85 eurocent. Wisselkoersen spelen een grote rol bij de internationale handel maar hebben ook invloed op de binnenlandse economie. Overheden en centrale banken letten daarom scherp op de werking van de valutamarkten, de markt waar wisselkoersen tot stand komen.

## Commissie
In de praktijk is het zelden mogelijk om tegen de aangegeven koers geld te wisselen. Makelaars en banken zullen voor het bij elkaar brengen van kopers en verkopers een commissie rekenen. Dit gebeurt vaak door voor aankoop en verkoop van een vreemde valuta een verschillende prijs te rekenen. Een bank kan bijvoorbeeld aanbieden dollars te kopen tegen 0,90 euro en te verkopen tegen 0,80 euro. Die marge tussen aan- en verkoopkoers zal verschillen: naarmate de betrokken valuta een groter aandeel in het handelsverkeer hebben, zal de marge kleiner zijn. In extreme gevallen kan een bank slechts bereid zijn, een vreemde valuta te verkopen, toch wil een bank die valuta niet kopen.

## Beïnvloeding wisselkoers
De wisselkoers wordt mede bepaald door vraag en aanbod op de internationale valutamarkt. Wanneer er meer vraag is naar een bepaalde valuta (bijvoorbeeld de Amerikaanse dollar) dan er aanbod is, dan zal de wisselkoers van de dollar stijgen. Dit wordt appreciatie genoemd. Het tegenovergestelde van appreciatie is depreciatie. Dat geschiedt als het aanbod van een munt groter is dan de vraag.
Een andere reden waardoor de wisselkoers verandert, zijn kapitaalstromen tussen landen. Wanneer een Nederlands bedrijf investeert in de Verenigde Staten, dan zal er vraag naar Amerikaanse dollars toenemen en de wisselkoers van de dollar stijgen.
Op korte termijn kunnen wisselkoersen zeer onstabiel zijn omdat ze worden beïnvloed door allerlei speculatieve en psychologische factoren. Het zijn vooral de internationale kapitaalstromen en niet zozeer de handelsstromen die de vraag- en aanbodcurven van de valutamarkten bepalen.
Op langere termijn wordt de wisselkoers vooral bepaald door verwachtingen over de interestvoeten en de inflatie. Als de interest van de Verenigde Staten stijgt, zullen beleggers Amerikaanse dollars gaan kopen omdat ze graag willen profiteren van de hoge rente. Door de hogere beleggersvraag naar dollars zal de wisselkoers van de dollar stijgen. Als de inflatie in een land hoger is dan in de Verenigde Staten dan men meer voor een dollar moeten betalen omdat de eigen munt minder waard is geworden.
Wanneer de wisselkoers van de eigen munt van land A stijgt ten opzichte van die van een land B, dan wordt de eigen invoer gestimuleerd (land B wordt goedkoper) en de uitvoer afgeremd (land A wordt duurder). Dit veroorzaakt een tekort op de lopende rekening van de betalingsbalans.

## Wisselkoersbeleid
De monetaire autoriteiten, dat zijn veelal de centrale bank en het ministerie van Financiën, bepalen het wisselkoersbeleid. Het is een beleidskeuze om de wisselkoers uitsluitend door vraag en aanbod op een markt te laten bepalen of in dit proces in te grijpen om een fluctuaties te beperken dan wel de wisselkoers in een bepaalde richting te laten bewegen.
Veel wisselkoersen tussen verschillende valuta's zijn zwevend of flexibel; dat betekent dat de wisselkoersen van de valuta van minuut tot minuut kunnen fluctueren als gevolg van internationale handel (export en import). Sommige wisselkoersen worden door een overeenkomst tussen landen vastgelegd en kunnen daardoor niet variëren. Veel landen met minder sterke economieën die graag internationale handel willen drijven, garanderen een vaste wisselkoers met de Amerikaanse dollar. Een dergelijke koppeling is moeilijk vol te houden omdat er zich een groot verschil ten aanzien van groei van het bruto nationaal product, inflatie, rentestanden en handelsbalans kan voordoen.
Naargelang de mate waarin de monetaire autoriteiten ingrijpen, kunnen we de volgende soorten wisselkoerssystemen onderscheiden:
- Zwevende wisselkoersen: vraag en aanbod bepalen de wisselkoers, de monetaire autoriteiten interveniëren niet. Bij dit systeem is de onzekerheid (koersrisico's) in de internationale handel groot.
- Beheerst zwevende wisselkoersen of managed floating: de monetaire autoriteiten zijn actief op de valutamarkt en proberen ongewenste schommelingen op te vangen door aankoop of verkoop van eigen valuta. Hier is minder onzekerheid in de internationale handel dan bij zwevende wisselkoersen.
- Vaste wisselkoersen: bij dit wisselkoerssysteem is de onzekerheid in de internationale handel weggewerkt. De monetaire autoriteiten interveniëren met hun monetaire reserves wanneer vooraf aangekondigde marges worden bereikt om zo de koersschommeling ten opzichte van hun voornaamste handelspartners te beperken. De munt is als het ware gebonden aan een andere munt of aan een mandje van andere munten.
- Veelvuldige wisselkoersen: de wisselkoers is afhankelijk van de aard van de internationale transactie. Zo kan men dus verschillende wisselkoersen hebben in één land. Dit doet de monetaire autoriteit wanneer ze de import/export van (een) bepaald(e) product(en) wil aanmoedigen/ontmoedigen.
- Vaste wisselkoersen met volledig gereglementeerd handels- en betalingssysteem: hier is de werking van vraag en aanbod volledig uitgesloten. De overheid legt de wisselkoers vast, los van de marktprijzen. Ze zorgt ervoor dat de betalingsbalans steeds in evenwicht is. Zo wordt de internationale handel sterk aan banden gelegd. Deze vorm van wisselkoersregimes komt voor bij centraal geleide economieën.

## Wisselkoersrisico's
Door transacties in een andere munt te doen, ontstaan er wisselkoersrisico's. Stel bijvoorbeeld dat je voor $1000 goederen verkoopt aan een bedrijf in de VS en op het moment van de verkoop is 1 euro = 1 dollar. Als je de Amerikaanse klant één maand betalingsuitstel geeft, kan het zijn dat de $1000 nog maar € 900 (of € 1100) waard zijn. Je loopt dus het risico dat je geld verliest (of wint).
Handelaren proberen zich te verzekeren tegen dit risico omdat ze willen weten wat hun inkomsten uiteindelijk zijn.
Dit kan op 4 manieren:
- via contante dekking
- via dekking op termijn
- via opties
- via uitwisseling van deviezen en/of interestvoorwaarden.

### Contante dekking
Genoemde exporteur die voor $1000 goederen verkoopt, kan op de dag van de verkoop een lening bij de bank afsluiten voor $1000 (het verkoopsbedrag dus). Hij verkoopt de $1000 onmiddellijk en ontvangt daarvoor euro's. De lening lost hij af op de vervaldag (= de dag waarop de Amerikaanse klant moet betalen). Op die vervaldag kan de exporteur de bank dus betalen met de $1000 van de klant. Dit zal de exporteur natuurlijk geld kosten, maar hij weet op de dag van de verkoop precies hoeveel euro hij met de verkoop verdient.
Let wel: als de buitenlandse klant niet op tijd betaalt, kan de lening niet afgelost worden. Er ontstaat dus een omgekeerd wisselkoersrisico.

### Opties
Er bestaan opties op toekomstige wisselkoersen. Zulke opties kunnen worden gebruikt om risico's van internationale transacties af te dekken. Dit kan ook gedaan worden met behulp van termijncontracten.